# 10243 Hohe Meissner
10243 Hohe Meissner (3553 P-L) là một tiểu hành tinh vành đai chính.